# Schlacht bei Methven
Schlachten des Ersten Schottischen Unabhängigkeitskrieges

Berwick – Dunbar – Stirling Bridge – Falkirk – Roslin – Stirling Castle – Methven – Dalry – Glen Trool – Loudoun Hill – Inverurie – Brander – Perth – Bannockburn – Berwick – Berwick – Myton – Byland – Weardale
Schlachten des Zweiten Schottischen Unabhängigkeitskrieges

Kinghorn – Dupplin Moor – Annan – Berwick – Halidon Hill – Boroughmuir – Culblean – Neville’s Cross
Die Schlacht bei Methven  am 19. Juni 1306 war eine Schlacht der Schottischen Unabhängigkeitskriege in der Nähe der Stadt Perth. Sie endete mit einem klaren englischen Sieg. Nach älteren Angaben soll die Schlacht erst am 26. Juni stattgefunden haben, was aber als widerlegt gilt.

## Hintergrund
Robert Bruce ließ sich im März 1306 in Scone als Robert I. zum König der Schotten krönen und begann damit einen neuen Aufstand gegen die Herrschaft des englischen Königs Eduard I. in Schottland. Eduard I. ernannte daraufhin den erfahrenen Aymer de Valence zum neuen Statthalter in Schottland und beauftragte ihn, die Rebellion von Bruce unbarmherzig niederzuschlagen. In Schottland erhielt Valence Unterstützung durch schottische Barone, die weiter loyal zum englischen König standen und die den Thronanspruch von Bruce ablehnten. Im Juni 1306 besetzte Valence mit seiner Armee Perth. Der englische König hatte dazu in England sein Feudalheer einberufen, doch wegen des fortgeschrittenen Alters des Königs und wegen seiner schlechten Gesundheit zog das Heer nur langsam nach Norden.

## Schlacht
Um das Heer von Valence zur Schlacht zu stellen, näherte sich Robert I. am 18. Juni mit seinem Heer über das hügelige Gelände von Westen her der Stadt. Nach dem Chronisten Walter of Guisborough befahl Bruce seinen Rittern, weiße Gewänder über ihren Waffenröcken zu tragen, so dass ihre Wappen und damit die Identität der Rebellen nicht erkannt würde. Als die Engländer sich nicht zur Schlacht stellten, schlugen die Schotten südlich des River Almond ihr Nachtlager auf. Ein Teil der Schotten plünderte in der Umgebung, um Proviant zu beschaffen, andere zerstreuten sich, um bessere Quartiere zu suchen. Valence erkannte die Disziplinlosigkeit der Schotten und griff vor Tagesanbruch überraschend das schottische Lager an. Die Schotten wehrten sich zunächst erbittert, wurden aber rasch überrannt und erlitten schwere Verluste. Vielleicht weil er aufgrund seines verdeckten Wappens unerkannt blieb, konnte Robert Bruce mit wenigen hundert Soldaten flüchten, während viele seiner Männer in Gefangenschaft gerieten. Einigen wie Thomas Randolph hatte Valence bereits Gnade gewährt, als ihn der Befehl von Eduard I. erreichte, die übrigen Gefangenen hinzurichten.

## Folgen
Robert I. konnte mit nur wenigen Anhängern knapp der Verfolgung durch die Engländer und durch seine schottischen Gegner entkommen. Die nächsten Monate lebte er in Verstecken, vermutlich auf den Hebriden oder in Irland, während die Engländer die Burgen seiner Anhänger eroberten. Im Frühjahr 1307 kehrte Robert I. jedoch nach Südwestschottland zurück und setzte den Kampf gegen die englische Besatzung fort.